# ثروت ۹۶۲۹
سیارک ۹۶۲۹ (به انگلیسی: 9629 Servet، نامگذاری:1993PU7) نه هزار و ششصد و بیست و نهمین سیارک کشف شده‌است که در ۱۵ اوت ۱۹۹۳ کشف شد.
قدر مطلق سیارک برابر ۳۲.۳ است.